# گروه لی ساده
در ریاضیات، گروه لی ساده (به انگلیسی: Simple Lie Group)، گروه نا-آبلی لی {\displaystyle G} است که دارای زیرگروه نرمال همبند نابدیهی نباشد. می‌توان از فهرست گروه‌های لی ساده، جهت خواندن فهرست جبرهای لی ساده و فضاهای متقارن ریمانی استفاده نمود.
گروه‌های لی ساده، به همراه گروه‌های لی جابجایی از اعداد حقیقی {\displaystyle \mathbb {R} } و اعداد مختلط با اندازه واحد {\displaystyle U(1)} (دایره واحد)، «بلوک‌های» اتمی (متناهی بعدی) هستند که از طریق عملیات توسیع گروهی، تمام گروه‌های لی همبند را می‌سازند.
بسیاری از گروه‌های لی رایجی که با آن‌ها مواجه صورت می‌گیرد، یا ساده هستند یا فاصله اندکی با ساده بودن دارند: به عنوان مثال، گروه‌هایی که اصطلاحاً به آن‌ها «گروه‌های خطی خاص» گفته می‌شود و با {\displaystyle SL(n)} نمایش داده می‌شوند، ماتریس‌های n در nی با دترمینان ۱ هستند که برای تمام {\displaystyle n>1}، ساده اند.
گروه‌های لی ساده را اولین بار ویلهلم کیلینگ رده‌بندی و سپس الی کارتان آن‌ها را تکمیل نمود. این رده‌بندی را اغلب رده‌بندی کیلینگ-کارتان می‌نامند.